# Antonio Tikvić
Antonio Tikvić (Hamburgo, Alemania, 21 de abril de 2004) es un futbolista croata que juega de defensa en el SC Preußen Münster de la 2. Bundesliga.

## Estadísticas

### Clubes
Actualizado al último partido disputado el 1 de noviembre de 2023.
| Club                           | Div.          | Temporada     | Liga  | Liga  | Liga   | Copas nacionales | Copas nacionales | Copas nacionales | Copas internacionales | Copas internacionales | Copas internacionales | Total | Total | Total  |
| Club                           | Div.          | Temporada     | Part. | Goles | Asist. | Part.            | Goles            | Asist.           | Part.                 | Goles                 | Asist.                | Part. | Goles | Asist. |
| ------------------------------ | ------------- | ------------- | ----- | ----- | ------ | ---------------- | ---------------- | ---------------- | --------------------- | --------------------- | --------------------- | ----- | ----- | ------ |
| Türkgücü Múnich · Alemania     | 3.ª           | 2021-22       | 5     | 0     | 0      | ―                | ―                | ―                | ―                     | ―                     | ―                     | 5     | 0     | 0      |
| Türkgücü Múnich · Alemania     | Total club    | Total club    | 5     | 0     | 0      | 0                | 0                | 0                | 0                     | 0                     | 0                     | 5     | 0     | 0      |
| Bayern de Múnich II · Alemania | 4.ª           | 2022-23       | 14    | 1     | 0      | ―                | ―                | ―                | ―                     | ―                     | ―                     | 14    | 1     | 0      |
| Bayern de Múnich II · Alemania | 4.ª           | 2023-24       | 4     | 0     | 0      | ―                | ―                | ―                | ―                     | ―                     | ―                     | 4     | 0     | 0      |
| Bayern de Múnich II · Alemania | Total club    | Total club    | 18    | 1     | 0      | 0                | 0                | 0                | 0                     | 0                     | 0                     | 18    | 1     | 0      |
| Udinese Calcio · Italia        | 1.ª           | 2023-24       | 0     | 0     | 0      | 1                | 0                | 0                | ―                     | ―                     | ―                     | 1     | 0     | 0      |
| Udinese Calcio · Italia        | Total club    | Total club    | 0     | 0     | 0      | 1                | 0                | 0                | 0                     | 0                     | 0                     | 1     | 0     | 0      |
| Total carrera                  | Total carrera | Total carrera | 23    | 1     | 0      | 1                | 0                | 0                | 0                     | 0                     | 0                     | 24    | 1     | 0      |